# Hôn nhân cùng giới ở Hy Lạp
Hôn nhân cùng giới hợp pháp ở Hy Lạp kể từ 16 tháng 2 năm 2024. Trước đó, Hy Lạp công nhận kết hợp dân sự bằng cách cho phép các cặp cùng giới tham gia vào các thỏa thuận chung sống (tiếng Hy Lạp: σύμφωνο συμβίωσης) kể từ ngày 24 tháng 12 năm 2015. Một dự luật cho phép các công đoàn như vậy đã được Quốc hội Hy Lạp phê duyệt vào ngày 23 tháng 12 năm 2015 và được công bố trên công báo của chính phủ vào ngày hôm sau.

## Thỏa thuận chung sống

### Giới thiệu thỏa thuận chung sống cho các cặp đôi khác giới
Chính phủ của Thủ tướng Kostas Karamanlis, người cai trị cho đến tháng 10 năm 2009, đã phản đối hôn nhân cùng giới. Chính phủ lãnh đạo dân chủ mới đã đề xuất luật pháp sẽ cung cấp một số quyền cho các cặp vợ chồng chưa kết hôn, nhưng chỉ cho các cặp vợ chồng khác giới. Nếu được giới thiệu, luật này dự kiến sẽ được tuyên bố là vi hiến hoặc chống lại các nguyên tắc của EU nếu được đưa ra tòa án Hy Lạp hoặc châu Âu.
Phong trào xã hội chủ nghĩa Panhellenic (PASOK) dưới thời George Papandreou, sau đó là đối lập, được trình bày vào tháng 4 năm 2006, một đề xuất lập pháp để công nhận các cặp vợ chồng chưa kết hôn, đồng tính luyến ái và dị tính, theo gương kết hợp dân sự của Pháp. Tuy nhiên, theo một số nhóm LGBT, thuật ngữ gây tranh cãi của đề xuất đã tạo ra một chút tiến bộ về quyền LGBT và quan hệ đối tác được đề xuất của PASOK đã cấm các cặp cùng giới chấp nhận. Vào tháng 11 năm 2008, PASOK một lần nữa đệ trình dự thảo luật về các thỏa thuận chung sống, mặc dù nó không đạt được tiến bộ nào trong Nghị viện.
Trả lời các đề xuất của chính phủ vào năm 2008 để giới thiệu các quyền hợp pháp cho các cặp vợ chồng sống thử, Đức Tổng Giám mục Ieronymousos II của Athens, giám mục được kính trọng nhất của Giáo hội Hy Lạp, cho rằng "đây là một nhu cầu thay đổi theo thời gian". Tuy nhiên, không rõ liệu quan điểm này có áp dụng cho các cặp cùng giới hay không, đặc biệt là Giáo hội trước đây đã phản đối các quyền LGBT nói chung và luật liên minh dân sự nói riêng.
Luật 3719/2008 ("Những cải cách liên quan đến gia đình, trẻ em và xã hội"), bắt đầu có hiệu lực vào ngày 26 tháng 11 năm 2008, đã thiết lập một hình thức hợp tác được gọi là "thỏa thuận chung sống" (chỉ dành cho các cặp đôi khác giới).

### Gia hạn thỏa thuận chung sống với các cặp cùng giới
Trước khi bầu cử lập pháp ngày 4 tháng 10 năm 2009, Phong trào xã hội chủ nghĩa Panhellenic (PASOK) đã tuyên bố ủng hộ quan hệ đối tác đăng ký cùng giới để trả lời câu hỏi của nhóm quyền đồng tính TUỔI. PASOK đã kết thúc chiến thắng trong cuộc bầu cử.
Vào ngày 17 tháng 9 năm 2010, Bộ trưởng Bộ Tư pháp Haris Kastanidis tuyên bố rằng một Ủy ban đặc biệt đã được thành lập để chuẩn bị một luật đối tác đã đăng ký bao gồm cả các cặp cùng giới và khác giới. Ủy ban được thành lập vào ngày 29 tháng 7 năm 2010 và theo các thành viên của mình, công việc của họ là đưa ra các đề xuất liên quan đến việc hiện đại hóa luật gia đình. Cho đến cuối năm 2010, các vấn đề liên quan đến các cặp vợ chồng dị tính sẽ được thảo luận, trong khi những vấn đề liên quan đến các cặp cùng giới sẽ được thảo luận sau tháng 1 năm 2011.
Vào ngày 8 tháng 2 năm 2011, Tòa án Nhân quyền Châu Âu đã quyết định hợp nhất và chấp nhận hai trường hợp của bốn cặp vợ chồng liên quan đến việc vi phạm điều 8 (tôn trọng đời sống riêng tư và gia đình) kết hợp với điều 14 (tự do khỏi sự phân biệt đối xử) và điều 13 (biện pháp khắc phục hiệu quả). Các trường hợp đã được đưa đến ECHR do kết quả của việc nhà nước Hy Lạp đưa ra luật thỏa thuận chung sống, loại trừ một cách cụ thể và rõ ràng các cặp cùng giới. ECHR đã cho Hy Lạp cho đến ngày 31 tháng 5 năm 2011 để gửi các quan sát của mình.
Vào ngày 19 tháng 8 năm 2011, một quan chức chính phủ tuyên bố rằng Chính phủ nhằm đưa ra luật pháp cho phép sớm đăng ký các mối quan hệ đồng tính.
Vào tháng 2 năm 2013, Bộ trưởng Bộ Tư pháp Antonis Roupakiotis tuyên bố rằng Chính phủ xem xét sửa đổi luật thỏa thuận chung sống để bao gồm các cặp cùng giới.
Vào ngày 7 tháng 11 năm 2013, Tòa án Nhân quyền Châu Âu (ECtHR) phán quyết tại Vallianatos and Others v. Greece rằng việc loại trừ các cặp cùng giới khỏi các thỏa thuận chung sống là phân biệt đối xử. Vào ngày 12 tháng 11, PASOK tuyên bố ý định giới thiệu dự luật mở rộng luật thỏa thuận chung sống cho các cặp cùng giới.
Vào tháng 11 năm 2014, đã có thông báo rằng nhiều thay đổi lớn đối với luật gia đình Hy Lạp sẽ được xem xét, nổi bật nhất là việc gia hạn các thỏa thuận chung sống với các cặp cùng giới. Cũng có báo cáo rằng Bộ Tư pháp không xem xét hôn nhân cùng giới.
Vào ngày 9 tháng 2 năm 2015, Syriza - lãnh đạo liên minh Chính phủ, tuyên thệ vào ngày 27 tháng 1 năm 2015, hứa sẽ gia hạn các thỏa thuận chung sống với các cặp cùng giới.
Vào ngày 24 tháng 4 năm 2015, Tổng thư ký của Bộ Tư pháp đã công bố ý định của Chính phủ về việc đưa dự luật trước Quốc hội trong vòng hai tháng. Ngay sau đó, một Ủy ban đã được thành lập để nghiên cứu vấn đề này cho đến ngày 15 tháng 6 năm 2015. Dự luật được công bố vào ngày 10 tháng 6 năm 2015.
Vào ngày 9 tháng 11 năm 2015, một dự thảo mới của dự luật thỏa thuận chung sống (Law 4356/2015) cấp một số quyền của hôn nhân đã được công bố. Dự luật đã được gửi để tham khảo ý kiến công chúng kéo dài đến ngày 20 tháng 11. Bộ trưởng Tư pháp Nikos Paraskevopoulos tuyên bố rằng việc áp dụng cùng giới sẽ được nghiên cứu trong tương lai. Dự luật đã được đệ trình lên Quốc hội vào ngày 9 tháng 12 năm và được phê duyệt vào ngày 23 tháng 12 năm 2015, với 194 phiếu bầu có, 55 không và 51 phiếu trắng. Luật được ký bởi Tổng thống Hy Lạp và được công bố trên công báo của chính phủ vào ngày 24 tháng 12 năm 2015. Nó có hiệu lực khi xuất bản.
Thỏa thuận chung sống cùng giới đầu tiên được thực hiện vào ngày 25 tháng 1 năm 2016 bởi Thị trưởng Athens, Giorgos Kaminis.
Vào ngày 9 tháng 11 năm 2016, Chính phủ đã đệ trình dự thảo cân bằng các thỏa thuận chung sống với hôn nhân ở hầu hết các khu vực. Dự luật đã được Quốc hội phê chuẩn vào ngày 2 tháng 12, trong cuộc bỏ phiếu 201-21. Nó đã được Tổng thống Prokopis Pavlopoulos ký vào luật ngày 8 tháng 12 năm 2016 và có hiệu lực khi được công bố trên công báo của chính phủ vào ngày hôm sau.

### Số liệu thống kê
Số lượng thỏa thuận chung sống mỗi năm như sau:
| Năm  | Kết hợp cùng giới | Kết hợp cùng giới | Kết hợp cùng giới | Kết hợp dị tính | Tổng cộng kết hợp | % cùng giới |
| Năm  | Nữ                | Nam               | Tổng cộng         | Kết hợp dị tính | Tổng cộng kết hợp | % cùng giới |
| ---- | ----------------- | ----------------- | ----------------- | --------------- | ----------------- | ----------- |
| 2016 | 50                | 167               | 217               | 3,579           | 3,796             | 5.72%       |
| 2017 | 40                | 94                | 134               | 4,787           | 4,921             | 2.72%       |